# 帕罗斯
帕罗斯（希臘語：Πάρος）是希腊南愛琴大區帕罗斯专区的市镇，行政中心为帕里基亚镇（又称帕罗斯镇）。市镇面积为196.3平方公里，2021年人口数量为14,520人。
此市镇包括整个帕罗斯岛及周边诸多小岛，这些岛屿是基克拉泽斯群岛中的一部分。